# Sylvia Hoeksová
Sylvia Hoeksová, rodným jménem Sylvia Gertrudis Martyna Hoeks (* 1. června 1983 Maarheeze, Severní Brabantsko), je nizozemská herečka a modelka, která na filmovém plátně debutovala v roce 2005 vedlejší rolí ve francouzském dramatu Frankie. Mezi lety 2011–2015 hrála hlavní postavu fotografky Iris Hoegaardeové v nizozemském seriálovém thrilleru Overspel.
V roce 2017 se objevila v menší úloze Villeneuvovy sci-fi dystopie Blade Runner 2049.

## Osobní život
Narodila se roku 1983 v nizozemské obci Maarheeze, ležící na území provincie Severní Brabantsko. Během středoškolských studií byla objevena modelingovou agenturou Elite a na evropském kontinentu se věnovala profesi modelky. Po ukončení střední školy v roce 2002 byla přijata na amsterdamskou Theaterschool i maastrichtskou divadelní akademii, kterou si zvolila k přípravě své herecké profese.

## Herecká kariéra
První televizní rolí se roku 2005 stala hlavní postava Nicolette v nizozemském snímku Staatsgevaarlijk. Filmový debut prožila v téže sezóně rolí modelky ve francouzském nízkorozpočtovém dramatu Frankie. Mezi lety 2005–2009 se objevovala jako Sonja Loomanová v psychologickém seriálu Vuurzee vysílaném na veřejnoprávní stanici Nederland 3.
V roce 2007 ji režisér Jos Stelling obsadil do dramatu Duška, kde ztvárnila prodavačku popcornu v kině, objektu milostné touhy hlavního hrdiny. Herecký výkon jí vynesl cenu Zlatého telete pro nejlepší herečku ve vedlejší roli na utrechtském Nizozemském filmovém festivalu. Roku 2014 se stala na nizozemském festivalu Film by the Sea první laureátkou Ceny Sylvie Kristelové, pro herečku představující zdroj inspirace a pokračování kulturního odkazu Kristelové.
Na mezinárodní scéně na sebe upozornila v roce 2013 v italské mysteriozní krimiromanci Nejvyšší nabídka pod režijním vedením Giuseppa Tornatoreho jako záhadná samotářská dedička Claire Ibbetsonová. Stejnou sezónu se objevila i v komedii Bro's Before Ho's jako hlavní postava Anna. V dubnu 2016 si ji vybral kanadský režisér Denis Villeneuve pro jednu z vedlejších postav sci-fi Blade Runner 2049, sequelu natočeného třicet pět let po původním snímku Blade Runner.

## Herecká filmografie

### Film a televize

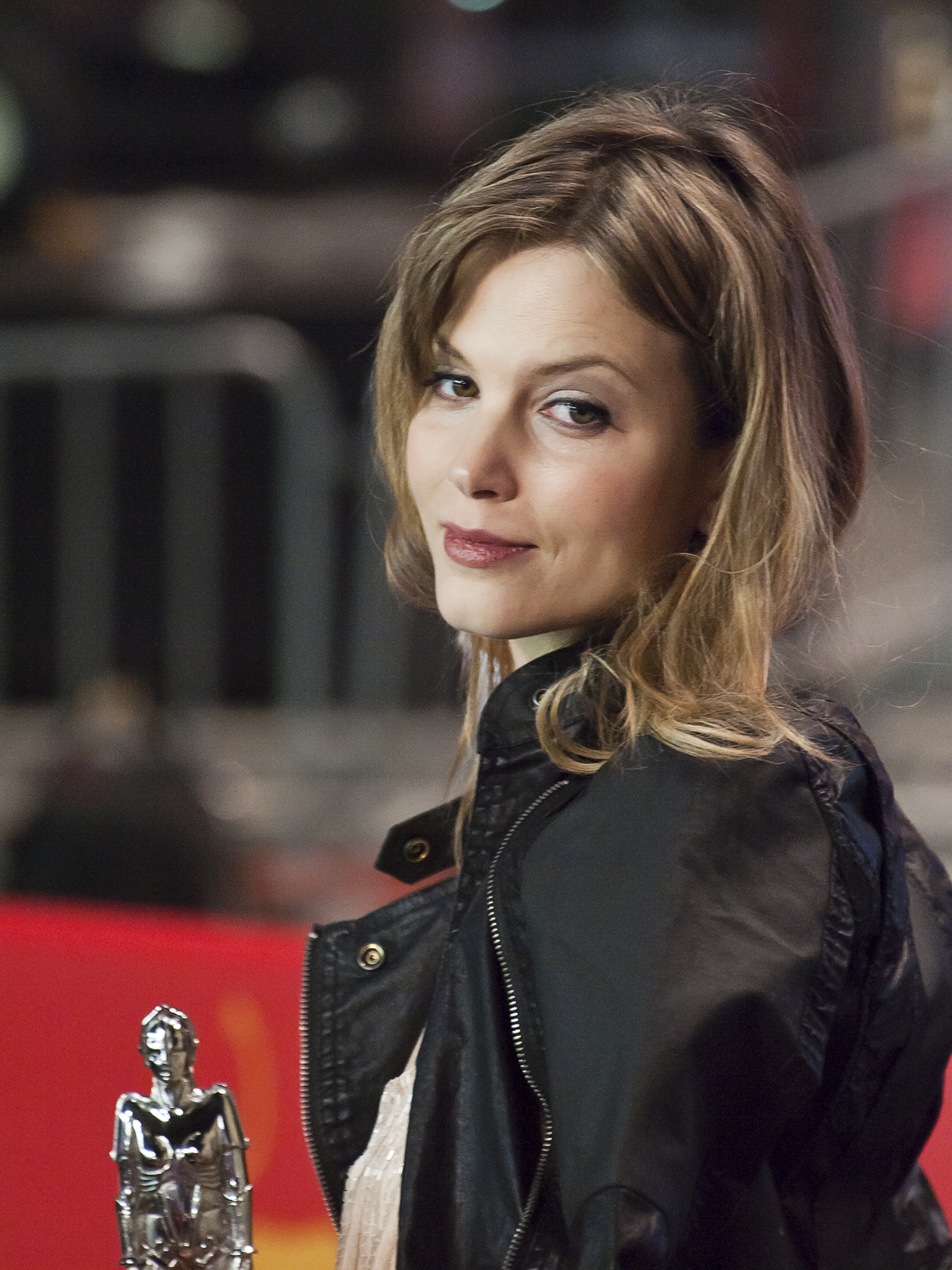
Na Berlinale 2011

- Staatsgevaarlijk (2005) – Nicolette, televizní film
- Frankie (2005) – Rumina
- 't Schaep met de 5 pooten (2006) – Ellie de Beerová, televizní seriál
- Gooische Vrouwen (2006) – Lucy, televizní seriál
- Basilicum & Brandnetels (2007) – Julie
- Duška (2007) – pokladní v kině
- Eis frei (kort) (2008) – Catharina
- Tiramisu (2008) – Vanessa
- Taartman (2009) – Tara
- Vuurzee (2005–2009) – Sonja Loomanová, televizní seriál
- 't Vrije Schaep (2009) – Ellie de Beerová
- Life Is Beautiful (2009)
- Bouře (2009) – Julia
- Caresse (kort) (2009) – Caresse
- Tirza (2010) – Tirza
- Het bezoek (kort) (2010) – Etta
- The Story of John Mule (2010) – krátkometrážní
- X-Ray Eyes (2010) – Irena, trailer
- Dominique (2010) – Dominique, krátkometrážní
- Hříšní lidé města Oss  (2011) – Johanna van Heeschová
- Overspel (2011–2015) – Iris Hoegaardeová, televizní seriál
- Bloedverwanten (2010–2014) – Antje Zwagerová, televizní seriál
- Dívka a smrt (2012) – Elise
- Nejvyšší nabídka (2013) – Claire Ibbetsonová
- 't Schaep in Mokum (2013) – Ellie de Beerová
- Bro's Before Ho's (2013) – Anna
- All those Sunflowers (2014)
- Von Zeit zu Zeit (2015)
- Berlínská mise (2016), televizní seriál
- Blade Runner 2049 (2017)
- Whatever Happens (2017)
- Renegades (2017)